# Tennis op de Olympische Zomerspelen 2004 (vrouwendubbel)
Het vrouwendubbelspel van het tennis op de Olympische Zomerspelen 2004 in de Griekse hoofdstad Athene vond plaats van 15 tot en met 22 augustus 2004. Het evenement werd georganiseerd door de International Tennis Federation onder auspiciën van het Internationaal Olympisch Comité. Er werd gespeeld op de hardcourt-banen van het Olympic Tennis Centre.
Omdat het de Olympische Spelen waren, werden de zilveren en gouden medaille uitgereikt in de gouden finale. De bronzen medaille werd uitgereikt na de bronzen finale: een duel tussen de twee verliezende halvefinalisten.
Van de titelhoudsters Serena en Venus Williams moest de eerste wegens blessure van deelname afzien. Venus speelde samen met Chanda Rubin – zij strandden al de eerste ronde.
Het eerste reekshoofd, Svetlana Koeznetsova en Jelena Lichovtseva uit Rusland, kwam niet voorbij de tweede ronde.
Het als achtste geplaatste Chinese duo Li Ting / Sun Tiantian wist de gouden medaille in de wacht te slepen. Zij versloegen in de finale het tweede reekshoofd, het Spaanse koppel Conchita Martínez en Virginia Ruano Pascual, dat het zilver mocht meenemen. De als zevende geplaatste Argentijnsen Paola Suárez en Patricia Tarabini gingen met de bronzen medaille naar huis.

## Eindklassement
| resultaat | team                                     | land             |
| --------- | ---------------------------------------- | ---------------- |
| Goud      | Li Ting Sun Tiantian                     | China            |
| Zilver    | Conchita Martínez Virginia Ruano Pascual | Spanje           |
| Brons     | Paola Suárez Patricia Tarabini           | Argentinië       |
| 4e plaats | Shinobu Asagoe Ai Sugiyama               | Japan            |
| 5e plaats | Nathalie Dechy Sandrine Testud           | Frankrijk        |
| 5e plaats | Alicia Molik Rennae Stubbs               | Australië        |
| 5e plaats | Martina Navrátilová Lisa Raymond         | Verenigde Staten |
| 5e plaats | Yan Zi Zheng Jie                         | China            |

## Geplaatste teams
| Nr. | Team                                     | Resultaat    | Uitgeschakeld door             |    | Nr.                            | Team         | Resultaat                      | Uitgeschakeld door |
| --- | ---------------------------------------- | ------------ | ------------------------------ | -- | ------------------------------ | ------------ | ------------------------------ | ------------------ |
| 1.  | Svetlana Koeznetsova Jelena Lichovtseva  | tweede ronde | Nathalie Dechy Sandrine Testud | 5. | Shinobu Asagoe Ai Sugiyama     | 4e plaats    | Paola Suárez Patricia Tarabini |                    |
| 2.  | Conchita Martínez Virginia Ruano Pascual | Zilver       | Li Ting Sun Tiantian           | 6. | Myriam Casanova Patty Schnyder | tweede ronde | Yan Zi Zheng Jie               |                    |
| 3.  | Martina Navrátilová Lisa Raymond         | kwartfinale  | Shinobu Asagoe Ai Sugiyama     | 7. | Paola Suárez Patricia Tarabini | Brons        | Li Ting Sun Tiantian           |                    |
| 4.  | Alicia Molik Rennae Stubbs               | kwartfinale  | Li Ting Sun Tiantian           | 8. | Li Ting Sun Tiantian           | Goud         |                                |                    |

## Toernooischema
| Legenda | Legenda                  |
| ------- | ------------------------ |
| Q       | Qualifier                |
| WC      | Deelname via wildcard    |
| LL      | Lucky Loser              |
| r       | Opgave / trok zich terug |
| w/o     | Walk-over                |
| Alt     | Alternate                |
| SE      | Special Exempt           |
| PR      | Protected Ranking        |
| d       | Diskwalificatie          |

### Gouden finale
| Gouden finale |                                          |   |   |  |
|               |                                          |   |   |  |
| 8             | Li Ting Sun Tiantian                     | 6 | 6 |  |
| 2             | Conchita Martínez Virginia Ruano Pascual | 3 | 3 |  |

##### Bronzen finale
| Bronzen finale |                                |   |   |  |
|                |                                |   |   |  |
| 7              | Paola Suárez Patricia Tarabini | 6 | 6 |  |
| 5              | Shinobu Asagoe Ai Sugiyama     | 3 | 3 |  |

### Onderste helft
| Eerste ronde | Eerste ronde                             | Eerste ronde | Eerste ronde | Eerste ronde |  |   | Tweede ronde                             | Tweede ronde                   | Tweede ronde | Tweede ronde | Tweede ronde |  |  | Kwartfinale | Kwartfinale                              | Kwartfinale | Kwartfinale | Kwartfinale |  |  | Halve finale | Halve finale                             | Halve finale | Halve finale | Halve finale |
|              |                                          |              |              |              |  |   |                                          |                                |              |              |              |  |  |             |                                          |             |             |             |  |  |              |                                          |              |              |              |
| 5            | Shinobu Asagoe Ai Sugiyama               | 5            | 7            | 6            |  |   |                                          |                                |              |              |              |  |  |             |                                          |             |             |             |  |  |              |                                          |              |              |              |
|              | Jelena Dementjeva Anastasia Myskina      | 7            | 5            | 3            |  |   | 5                                        | Shinobu Asagoe Ai Sugiyama     | 6            | 7            |              |  |  |             |                                          |             |             |             |  |  |              |                                          |              |              |              |
|              | Wynne Prakusya Angelique Widjaja         | 3            | 2            |              |  |   | Jelena Kostanić Karolina Šprem           | 3                              | 5            |              |              |  |  |             |                                          |             |             |             |  |  |              |                                          |              |              |              |
|              | Jelena Kostanić Karolina Šprem           | 6            | 6            |              |  |   |                                          |                                |              |              |              |  |  | 5           | Shinobu Asagoe Ai Sugiyama               | 6           | 4           | 6           |  |  |              |                                          |              |              |              |
|              | Eléni Daniilídou Christina Zachariadou   | 5            | 1            |              |  |   |                                          |                                |              |              |              |  |  | 3           | Martina Navrátilová Lisa Raymond         | 4           | 6           | 4           |  |  |              |                                          |              |              |              |
|              | Amélie Mauresmo Mary Pierce              | 7            | 6            |              |  |   |                                          | Amélie Mauresmo Mary Pierce    |              |              |              |  |  |             |                                          |             |             |             |  |  |              |                                          |              |              |              |
|              | Joelija Bejhelzymer Tetjana Perebyjnis   | 0            | 2            |              |  | 3 | Martina Navrátilová Lisa Raymond         | w                              | /            | o            |              |  |  |             |                                          |             |             |             |  |  |              |                                          |              |              |              |
| 3            | Martina Navrátilová Lisa Raymond         | 6            | 6            |              |  |   |                                          |                                |              |              |              |  |  |             |                                          |             |             |             |  |  | 5            | Shinobu Asagoe Ai Sugiyama               | 3            | 0            |              |
| 6            | Myriam Casanova Patty Schnyder           | 6            | 6            |              |  |   |                                          |                                |              |              |              |  |  |             |                                          |             |             |             |  |  | 2            | Conchita Martínez Virginia Ruano Pascual | 6            | 6            |              |
|              | Daniela Hantuchová Janette Husárová      | 3            | 4            |              |  |   | 6                                        | Myriam Casanova Patty Schnyder | 3            | 3            |              |  |  |             |                                          |             |             |             |  |  |              |                                          |              |              |              |
|              | Maja Matevžič Tina Pisnik                | 2            | 1            |              |  |   | Yan Zi Zheng Jie                         | 6                              | 6            |              |              |  |  |             |                                          |             |             |             |  |  |              |                                          |              |              |              |
|              | Yan Zi Zheng Jie                         | 6            | 6            |              |  |   |                                          |                                |              |              |              |  |  |             | Yan Zi Zheng Jie                         | 1           | 1           |             |  |  |              |                                          |              |              |              |
|              | Tathiana Garbin Roberta Vinci            | 6            | 6            |              |  |   |                                          |                                |              |              |              |  |  | 2           | Conchita Martínez Virginia Ruano Pascual | 6           | 6           |             |  |  |              |                                          |              |              |              |
|              | Nicole Pratt Samantha Stosur             | 0            | 1            |              |  |   |                                          | Tathiana Garbin Roberta Vinci  | 3            | 3            |              |  |  |             |                                          |             |             |             |  |  |              |                                          |              |              |              |
|              | Petra Mandula Kira Nagy                  | 4            | 0            |              |  | 2 | Conchita Martínez Virginia Ruano Pascual | 6                              | 6            |              |              |  |  |             |                                          |             |             |             |  |  |              |                                          |              |              |              |
| 2            | Conchita Martínez Virginia Ruano Pascual | 6            | 6            |              |  |   |                                          |                                |              |              |              |  |  |             |                                          |             |             |             |  |  |              |                                          |              |              |              |